# Head Down
 (décembre 2019).
Albums de Rival Sons
Pressure & Time (en)
(2011) Great Western Valkyrie (en)
(2014)
Singles
1. Until the Sun Comes
Sortie : 17 septembre 2012
2. Keep On Swinging
Sortie : 6 décembre 2012
3. Manifest Destiny Pt. 1
Sortie : 20 avril 2013
4. You Want To
Sortie : 26 août 2013
5. Wild Animal
Sortie : 2013

Head Down est le troisième album studio du groupe américain de blues rock Rival Sons.
L'album est publié, sous le label Earache Records, le 17 septembre 2012 au Royaume-Uni et le 14 septembre 2012 dans le reste de l'Europe et aux États-Unis.
Il est le dernier album enregistré par la formation originale du groupe, avant le départ du bassiste Robin Everhart en août 2013.

## Liste des titres
| 1.    | Keep on Swinging          | 4:00 |
| 2.    | Wild Animal               | 3:27 |
| 3.    | You Want To               | 4:16 |
| 4.    | Until the Sun Comes       | 2:59 |
| 5.    | Run From Revelation       | 4:14 |
| 6.    | Jordan                    | 6:18 |
| 7.    | All the Way               | 5:10 |
| 8.    | The Heist                 | 3:14 |
| 9.    | Three Fingers             | 3:17 |
| 10.   | Nava                      | 2:02 |
| 11.   | Manifest Destiny (Part 1) | 8:20 |
| 12.   | Manifest Destiny (Part 2) | 4:25 |
| 13.   | True                      | 4:46 |
| 56:27 |                           |      |

## Accueil critique
Head Down obtient des critiques majoritairement positives.
William Clark de Guitar International écrit : « Rival Sons revient sur nos radars avec son nouvel album, Head Down et malgré le titre, il démontre que le groupe ne se dirige qu'en avant[style à revoir]. » Greg Moffitt de BBC a fait l'éloge du groupe pour son art de blues et hard rock des années 60 et 70, qui faisait penser à Led Zeppelin, Deep Purple et The Doors. Il constatait que l'album "rendait hommage à un demi-siècle du rock classique avec révérence , respect et l'idée que cette musique se fait encore en ce moment". Jon O'Brien de AllMusic a fait éloge de la collaboration entre le groupe et Dave Cobb pour l'apport de "goût d'aventure" à leur interprétation du "son Zeppelin", en constatant qu' "il y a beaucoup de choses à apprécier sur cet album osé et pragmatique, faisant suite à leur percée Pressure and Time de 2011".

## Crédits

### Membres du groupe
- Jay Buchanan : chant
- Scott Holiday : guitares
- Robin Everhart : basse
- Michael Miley : batterie